# Station Port-Vendres
Station Port-Vendres is een spoorwegstation in de Franse gemeente Port-Vendres.